# بلدة ليتلفيلد (ميشيغان)
ليتلفيلد (بالإنجليزية: Littlefield Township, Michigan)‏ هي بلدة تقع بولاية ميشيغان في الولايات المتحدة. تبلغ مساحتها 63.5 (كم²)، وترتفع عن سطح البحر 182 م، بلغ عدد سكانها 2783 نسمة في عام تعداد الولايات المتحدة 2000 حسب إحصاء مكتب تعداد الولايات المتحدة وتصل الكثافة السكانية فيها 49.5 نسمة/كم2.

## وصلات خارجية
- The US50 - Cities and Towns in Michigan State
- Michigan Cities and Towns, Facts, Map, Flag, Colleges, Government, and More